# Стаменкович, Лепосава
Лепосава (Лепа) Стаменкович-Радонич (сербохорв. Лепосава (Лепа) Стаменковић-Радоњић / Leposava (Lepa) Stamenković-Radonić; 27 ноября 1915, Лесковац — 14 мая 1943, Яинцы, Белград) — югославская сербская партизанка Народно-освободительной войны Югославии.

## Биография
Родилась 27 ноября 1915 года в Лесковаце в революционной семье Стаменковичей. До войны работала на текстильной фабрике в Белграде, член Коммунистической партии Югославии с 1933 года. Занималась коммунистической агитацией на фабриках в Карабурме, исполняла различные обязанности в партии. Несколько раз арестовывалась полицией.
После оккупации Югославии ушла в партизанское подполье, заняла пост секретаря Лесковацкого окружного комитета КПЮ, возглавляла восстание в Южной Сербии. В сентябре 1942 года арестована в Нише, затем переведена в лагерь Баница. 14 ноября 1942 года родила сына Божидара в тюрьме, которого сумела спрятать от тюремщиков.
14 мая 1943 года расстреляна в Яинцах под Белградом.
Память Лепы Стаменкович увековечена в Вишничке-Бане, пригороде Белграда, где есть улица, названная в её честь.